# مطيافية الأشعة السينية

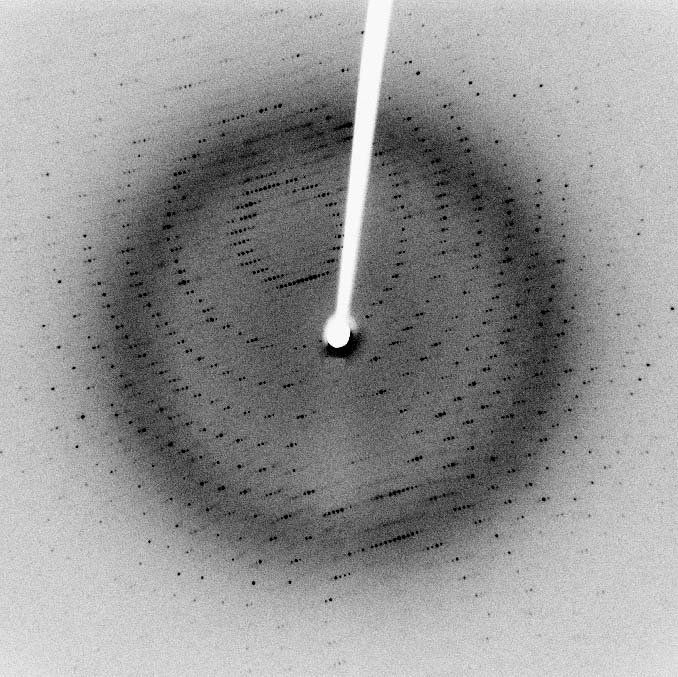
نمط حيود الأشعة السينية المتبلور 3Clpro، وهو بروتين سارس.

مطيافية الأشعة السينية هو مصطلح عام لعدة تقنيات طيفية لتوصيف المواد باستخدام إثارة الأشعة السينية. عندما يتم تحفيز إلكترون من الغلاف الداخلي للذرة بواسطة طاقة الفوتون، فإنه ينتقل إلى مستوى طاقة أعلى. عندما تعود إلى مستوى الطاقة المنخفض، تنبعث الطاقة التي اكتسبتها من قبل الإثارة كالفوتون الذي له طول موجي مميز للعنصر (يمكن أن يكون هناك عدة أطوال موجية مميزة لكل عنصر). ينتج تحليل طيف انبعاث الأشعة السينية نتائج نوعية عن التكوين الأولي للعينة. مقارنة طيف العينة مع أطياف عينات من تكوين معروف ينتج نتائج كمية. يمكن إثارة الذرات بواسطة حزمة عالية الطاقة من الجسيمات المشحونة مثل الإلكترونات (في المجهر الإلكتروني على سبيل المثال)، أو البروتونات أو شعاع من الأشعة السينية. هذه الطرق تمكن عناصر من الجدول الدوري بأكمله ليتم تحليلها، باستثناء (الهيدروجين، الهيليوم، الليثيوم). في المجهر الإلكتروني يقوم شعاع الإلكترون بإثارة الأشعة السينية. هناك طريقتان رئيسيتان لتحليل أطياف الأشعة السينية المميزة: التحليل الطيفي للأشعة السينية المشتتة للطاقة وطيف الأشعة السينية المتشتتة الطول الموجي. في ناقل الحركة بالأشعة السينية، يتم التقاط التركيب الذري المكافئ على أساس الصورة الكهربائية وآثار كومبتون.